# ユーロラック
ユーロラックは、モジュラーシンセサイザーのフォーマットの一つ。DoepferがDoepfer A-100のモジュールを共通のラックに取り付けるために定められたが、現在では他社もこの規格に対応したモジュールを製造するようになっている。

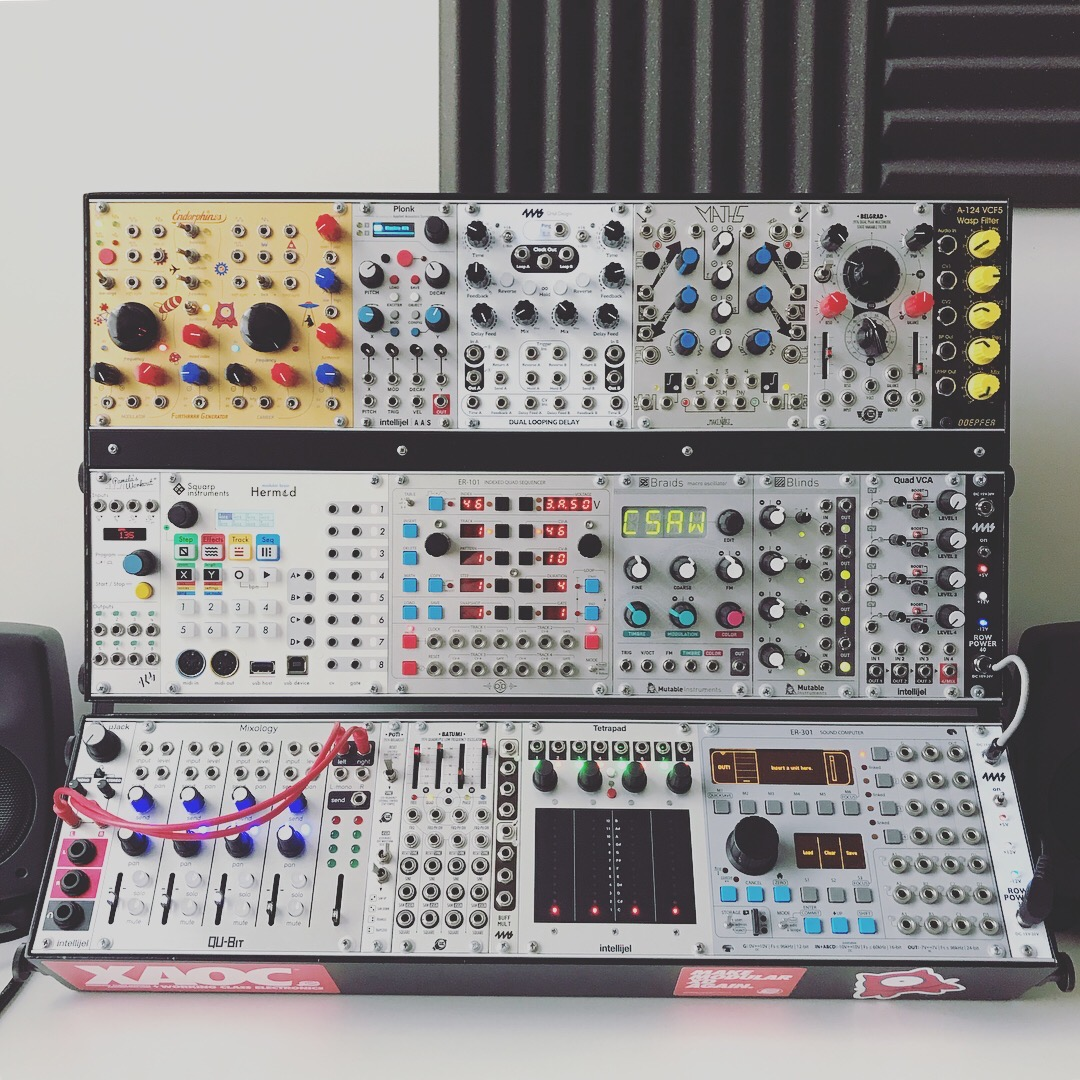
ケースに取り付けられたユーロラックモジュール。

## 規格

### サイズ
モジュール
19インチラックの取り付け幅の84分の1(5分の1インチ、約5mm)を1hpとしている。これはモジュールの横幅のピッチであり、ユーロラックのケースに取り付けられる全てのモジュールの横幅が5分の1インチの倍数となっている。

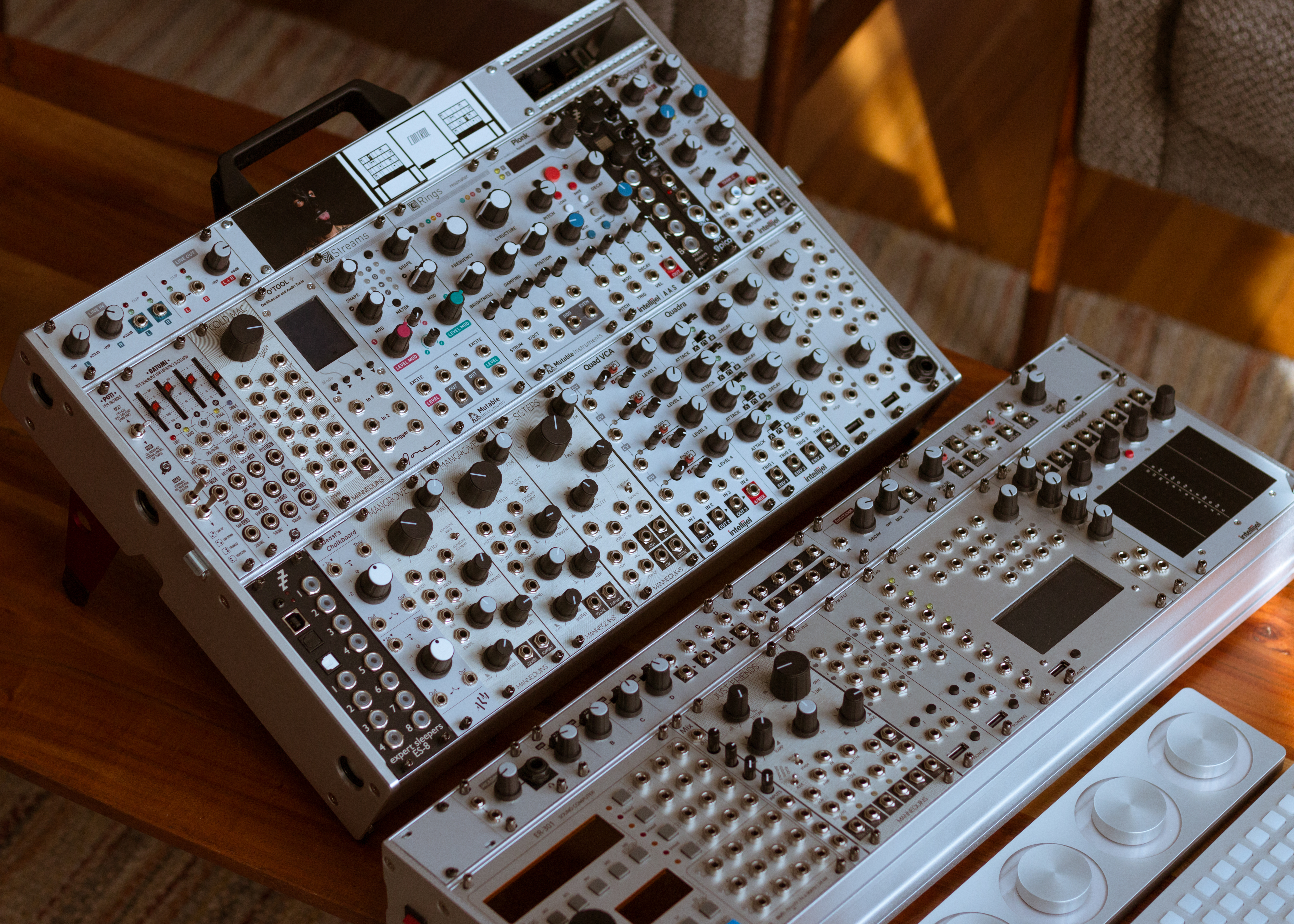
Intellijel規格の1Uモジュールが取り付けられている（左上、中央下）。

Doepferの定めたモジュールの高さは19インチラックにおける3U(5.25インチ、約13cm)となっているが、Intellijel DesignsやPulp Logicといったメーカーは独自に1Uサイズのモジュールの規格を定めている。
ケース

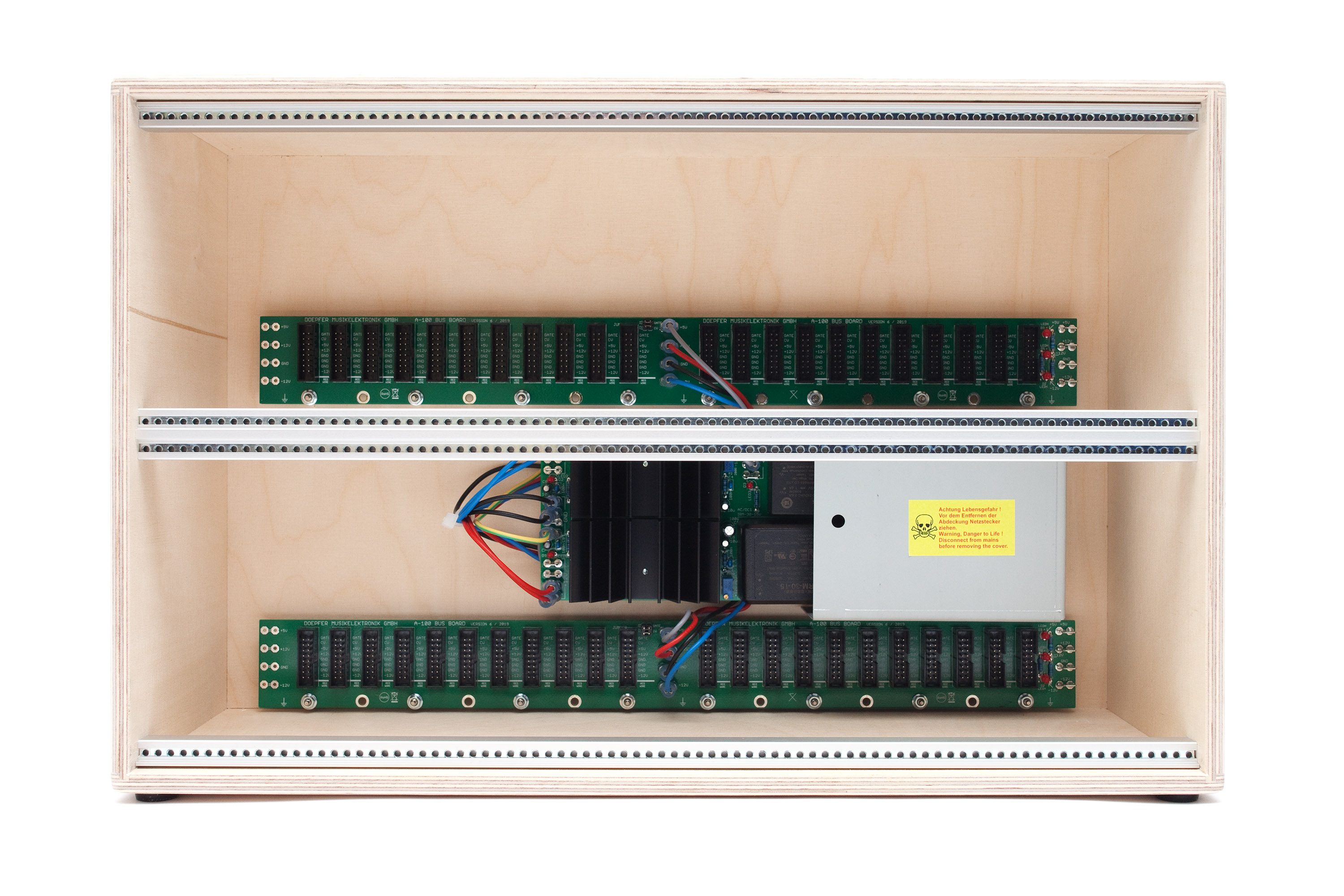
電源が付属しているユーロラックのケース

ラックマウントできるのは84hp幅のものだが、その他にも104hp、168hpなど様々な幅のケースが存在する。高さについても、6U(2段)、9U(3段)、12U(4段)などがある。

### ケーブル
モジュールを接続するケーブルには、モノラル3.5mm端子(ミニプラグ)のケーブルが用いられる。外部機器との接続のために、USB、DINコネクタ、キャノン端子、バナナジャックが取り付けられたモジュールもある。

### 電源
ユーロラックのモジュールには、+12V、-12Vのほか、モジュールによって+5Vの電圧の電力が電源から供給される。

### 電圧
ユーロラックのオシレーターは、1V/Oct(ピッチ)に入力された電圧+1V刻みで1オクターブ周波数が増加するようになっている。つまり、12分の1Vづつ電圧を上昇させると半音階となる。オーディオ信号は-5V〜+5V、エンベロープは通常0〜8V、LFOは通常-2.5V〜+2.5V、トリガー/Gateは最大12Vである。